# Florentinus (Jurist)
Florentinus war ein hoch- oder spätklassischer Jurist der römischen Kaiserzeit, der nachweislich in der Zeit nach Antoninus Pius tätig war. Zu seinen Wirkungsdaten besteht allerdings Uneinigkeit, denn teils wird er auch den Epochen Mark Aurels beziehungsweise des Commodus zugeordnet, teils den Severern.
Bekannt ist Florentinus heute allein aufgrund seines Anfängerlehrbuchs libri XII institutionum, eines Werkes, das fragmentarisch seinen Niederschlag in den justinianischen Digesten gefunden hat und mit einem Zitat zudem in der Scholia Sinaitica wiedergegeben ist. Methodisch nahezu vorbildlichen Charakter hatten die gaianischen Institutionen. Einer Einleitungsformel (praefatio) folgten – hier systematisch leicht gegenüber Gaius modifiziert – nacheinander das Familien-, Sachen-, Schuld- und Erbrecht. Die Zitation älterer Juristenkollegen beschränkte sich auf Gaius Aquilius Gallus und Trebatius.
Aufgrund des von Valentinian III. erlassenen Zitiergesetzes, waren nur wenige Autoritäten für den Rechtsunterricht zugelassen. Im Anschluss an diese Auffassung verfügte Justinian auch das Verbot der Aufnahme weiterer klassischer Autoren in seinen Digesten. Obgleich also Fernhaltung geboten war, nahm Tribonian die Verantwortung auf sich und Florentinus fragmentarisch im Werk auf. Da Florentinus auch beträchtlichen Anklang in den Rechtsschulen des Ostens (Beirut und Konstantinopel) fand, was ebenfalls einen Verstoß gegen die kaiserlichen Anweisungen bedeutete, zeigen sich Schlupflöcher, denn kaiserliche Verbote wurden jedenfalls nicht strikt befolgt.

## Weitere Quellen
- Institutiones Iustiniani I, 3, 1–3; II 1, 18 f.; II 11, 1.; II 16, 6; II 19, 4; III 16, 2; III 17, 1.